# اولگا لازارچوک
اولگا لازارچوک (اوکراینی: Ольга Вікторівна Лазарчук؛ زادهٔ ۳ دسامبر ۱۹۸۱) تنیس‌باز اهل اوکراین است.